# Olověná vesta
Olověná vesta (v anglickém originále Full Metal Jacket) je americký válečný film režiséra Stanleyho Kubricka z roku 1987. Scénář je společným dílem Kubricka, Micheaela Herra a Gustava Hasforda, autora knihy The Short-Timers z roku 1979, která se stala námětem filmu. Hlavním tématem filmu jsou vojáci námořní pěchoty USA, kteří se rozhodli bojovat ve Vietnamu. Originální název filmu odkazuje na celoplášťovou střelu (v angličtině právě full metal jacket), takže český název filmu je dosti nepřesný a zavádějící. Premiéru měl film 26. června 1987 v USA.
Film získal kladnou kritiku a řadu nominací, mezi nimi také nominaci Oscara za nejlepší scénář pro Kubricka, Herra a Hasforda. V roce 2001 film skončil na 95. místě mezi prvními sty nejnapínavějšími filmy v soutěži oslavující 100 let americké kinematografie.

## Scénář
V roce 1967 se během války ve Vietnamu dostaví na ostrov Parris Island zájemci o vstup do námořní pěchoty k základnímu výcviku. Poté, co si nechají oholit hlavy, se setkají s výcvikovým instruktorem, seržantem Hartmanem. Hartman svěřené nováčky týrá, aby z nich vycvičil tvrdé a nelítostné mariňáky připravené k boji. Mezi nováčky jsou také vojíni „Vtipálek“, „Kovboj“ a obézní Leonard Lawrence, který na začátku filmu dostane přezdívku „Gomer Pyle“ poté, co rozčílí instruktora.
Hartman přidělí vojína Pyla Vtipálkovi. Zpočátku se mu nedaří celou situaci zvládat, ale s pomocí Vtipálka se začne zlepšovat. To se změní poté, co Hartman zjistí, že Pyle nemá zamčenou skříňku a objeví v ní tajně ukrytou koblihu. V domnění, že se jedná o selhání rekrutů ve snaze mu pomoci, Hartman zavádí politiku kolektivního trestu: s každým Pylovým přestupkem to odnese zbytek družiny a Pyle se musí dívat, jak jeho kolegové trpí. To si družina nenechá líbit a zorganizuje odvetu, do níž přinutí se zapojit i Vtipálka. Každý z družiny několikrát praští Pyla do břicha kusem mýdla zabaleným do osušky. Po této zkušenosti se Pyle rozhodne pilně zapracovat a představuje si sebe samého jako ideálního mariňáka. To těší Hartmana, ale Vtipálek si všimne známek mentálního poklesu Pyla, který si povídá se svou puškou M14.
Po absolvování výcviku jsou rekruti (nyní mariňáci) přiděleni do různých odvětví námořnictva. Vtipálek je přiřazen k vojenskému zpravodajství. Během poslední noci na ostrově Parris Island má Vtipálek hlídku a najde Pyla na záchodech, kde si nabíjí svou pušku. Vtipálek se ho pokusí uklidnit a přimět, aby toho nechal, přičemž apeluje na jeho zdravý rozum. To se mu však nepovede, Pyle začne provádět příkazy s puškou a vykřikovat věty „střelcova kréda“, čímž vzbudí ostatní rekruty a Hartmana. Hartman přikazuje Pylovi, aby odložil pušku po zjištění skutečnosti, že zbraň je plně nabitá. V zápalu své mentality Pyle zastřelí Hartmana a poté spáchá sebevraždu.
V roce 1968 je již seržant Vtipálek válečný pisatel ve Vietnamu pro noviny Stars and Stripes společně se svým kamarádem vojínem Raftermanem, válečným fotografem. Rafterman chce jít do akce, jakmile Vtipálek vykládal o své touze. V základně mariňáků se Vtipálkovi vysmívají za to, že nikdy nepoznal stav duchanepřítomnosti, což značí jeho válečnou nezkušenost. Jejich rozhovor je přerušen ofenzívou Tet, když se síly severovietnamské armády pokusí napadnout základnu.
Následující den je zpravodajský štáb informován o útoku nepřátel v jižním Vietnamu. Vtipálek je společně s Raftermanem vyslán do Phu Bai. Potkají oddíl „čuňáků“, kde Kovboj působí jako seržant. Vtipálek čuňáky doprovází během bitvy o Hue, kde je nový kapitán „Gól“ zabit. Jakmile je oblast prohlášena za bezpečnou, američtí novináři vstupují do Hue a ptají se mariňáků na jejich čerstvé zkušenosti a názory na válku.
Během hlídky je velitel jednotky, Crazy Earl, zabit nastraženou pastí, Kovboj přejímá jeho pravomoce. Oddíl se ztratí a Kovboj nařizuje Osmičce prozkoumat oblast. Sniper Viet congu postřelí Osmičku a oddílový lékař, doktor Jay, je sám poraněn, když se pokusí přes zákaz zachránit Osmičku. Kovboj se dozví, že tanky nemohou přijet a velí týmu připravit se ke stažení. Kulometčík Bestie neposlechne Kovboje a rozhodne se na vlastní pěst zachránit kamarády. Zjistí, že je zde jen jeden sniper, ale Osmička a doktor Jay jsou zabiti, když se doktor pokusí ukázat na jeho polohu. Během přesunu ke sniperovi je Kovboj zabit.
Bestie přejímá pravomoce a nařizuje útok na snipera. Vtipálek najde střelce, kterým je náctiletá holka, a pokusí se ji střelit. Puška se mu ale zasekne a dívku tak nevědomky varuje. Rafterman dívku smrtelně postřelí. Když dorazí zbytek oddílu, sniperka žádá o smrt, čímž rozpoutá debatu o tom, co s ní udělají. Bestie udělí povolení k milosrdné popravě pouze, pokud to udělá Vtipálek. Po nějaké chvilce rozhodování ji Vtipálek zastřelí. Mariňáci mu gratulují k jeho prvnímu zabití, zatímco Vtipálek je duchem nepřítomen. Mariňáci se vrací zpět do tábořiště zpívajíc si znělku Mickey Mouse March. Vtipálek konstatuje, že se dostal „do velkýho průseru“, ale je rád, že je naživu a už se nebojí.

## Obsazení

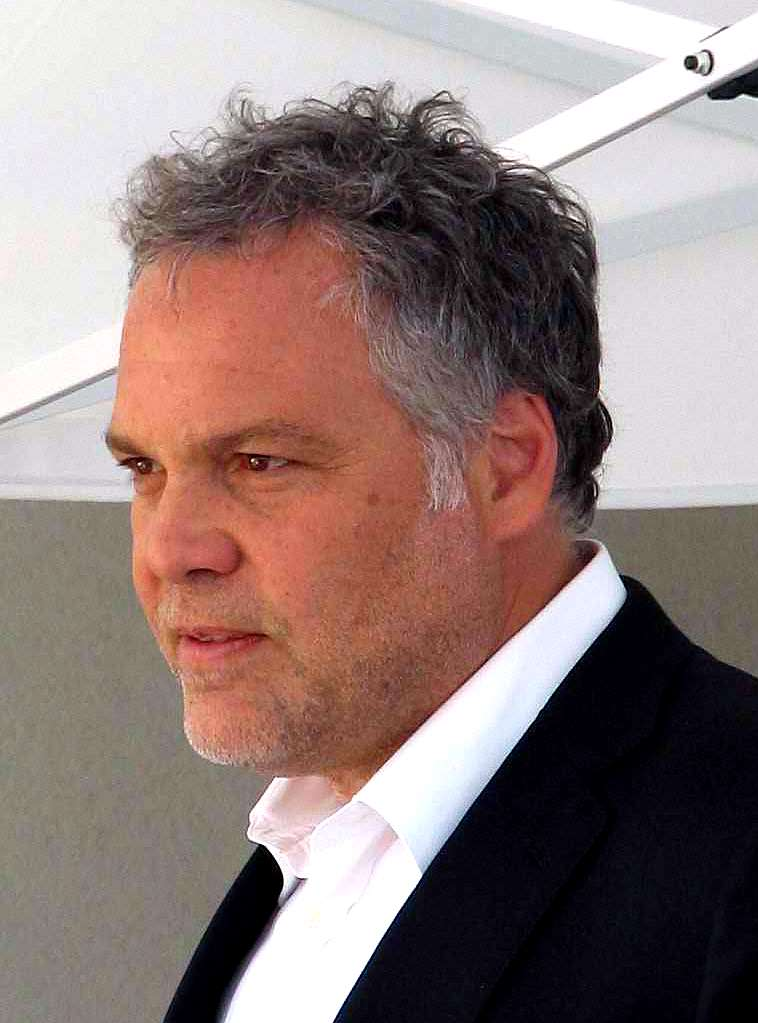
Vincent D'Onofrio (na fotografii) musel přibrat 32 kg na 130 kg, aby dostal roli vojína Leonarda Lawrence alias Gomera Pyla.

| Matthew Modine     | vojín, později desátník a seržant James T. Davis, přezdívaný „Vtipálek“. Vypravěč, který vstoupil do námořní pěchoty proto, aby viděl válku, později se stal pisatelem pro vojenské noviny Stars and Stripes. Vtipálek nosí symbol míru na své uniformě a na helmě má napsáno Zrozen k zabíjení, což vysvětluje filozofií Carla Junga o rozdvojené osobnosti. |
| Vincent D'Onofrio  | vojín Leonard Lawrence, přezdívaný „Gomer Pyle“. Obézní, nemotorný a nechápavý nováček se stane centrem pozornosti seržanta Hartmana kvůli jeho neschopnosti a vysoké váze. Vincenta požádali, aby přibral 32 kg na celkovou váhu 130 kg. Tím trhnul světový rekord největší váhy, která je potřeba pro získání role, předtím byl držitelem rekordu Robert De Niro, který musel přibrat na váze pro účast ve snímku Zuřící býk v roce 1980. Vincentovi trvalo devět měsíců, než dosáhl požadované váhy. |
| Ronald Lee Ermey   | seržant Hartman, výcvikový instruktor na ostrově Parris Island, který svěřené nováčky mění na odolné mariňáky. Ronald skutečně v době vietnamské války cvičil nováčky. Na základě této skutečnosti mu dal Kubrick volnější ruku k improvizaci. |
| Arliss Howard      | vojín, později seržant Robert Evans, přezdívaný „Kovboj“, původem z Texasu. Společně s vojínem Vtipálkem a Pylem se zúčastní pobytu ve výcvikovém táboře pro nováčky. Stává se vojákem a později, již vedoucí oddílu, ve Vietnamu potká Vtipálka. |
| Adam Baldwin       | seržant „Bestie“, nihilistický kulometčík s kulometem M60 v oddíle „čuňáků“. Na helmě má napsáno I am become death (v překladu něco jako „Jsem smrt“), citaci z Bhagavadgíty. |
| Dorian Harewood    | desátník „Osmička“. Afroamerický člen čuňáků, ignorující etnické narážky, nejlepší kamarád Bestie. |
| Kevyn Major Howard | vojín „Rafterman“. Rafterman pracuje jako vojenský fotograf v polní kanceláři novin Stars and Stripes po boku Vtipálka. |
| Ed O'Ross          | nadporučík Walter J. Schinoski, přezdívaný „Gól“. Kapitán oddílu čuňáků. |
| John Terry         | nadporučík Lockhart. |
| Kieron Jecchinis   | seržant „Crazy Earl“, velitel oddílu čuňáků, který přebírá pravomoce poté, co je Schinoski zabit. Stejně jako v předloze i zde nosí kuličkovou pistoli, kterou ukáže těsně před svou smrtí. |
| John Stafford      | doktor Jay, polní zdravotník přidělený k oddílu čuňáků |
| Tim Colceri        | střelec v helikoptéře transportující Vtipálka s Raftermanem na frontu k čuňákům po ofenzívě Tet. Původně měl hrát seržanta Hartmana, kterého dostal Ermey poté, co poslal instruktážní nahrávku, kde bez přestávky a opakování chrlil jednu nadávku za druhou. |
| Peter Edmund       | vojín Brown, přezdívaný „Bílý“, afroamerický rekrut. |
| Bruce Boa          | agresivní plukovník, který chce znát důvody, proč Vtipálek nosí na uniformě symbol míru, když na helmě má napsáno „Zrozen k zabíjení“. |

## Produkce

### Přípravy
Kubrick kontaktoval Michaela Herra, autora knihy vzpomínek na vietnamskou válku Dispatches (Poslání) (1977), na jaře 1980 během práce na filmu o holokaustu, na kterém přestal pracovat přerušen myšlenkou filmu o vietnamské válce. Potkali se v Anglii, kde mu režisér pověděl, že chce vytvořit film o válce, ale stále hledá námět pro příběh, který by na pozadí války vynikal. Kubrick zakrátko našel knihu Gustava Hasforda The Short-Timers při čtení recenze Virginia Kirkus a předal to Herrymu v kuchyňce, který mu řekl, že se jedná o mistrovský kousek. V roce 1982 si Kubrick knihu dvakrát přečetl, poté si pomyslel, že to byla „unikátní a naprosto výjimečná kniha“, a společně s Herrem se rozhodl udělat z ní základ pro další film. Filmař byl zaujatý knihou, o níž říkal, že je „skoro až poetická a chladná“. Rok poté začal hledat reference pro film, sledoval dokumentární filmy, četl vietnamské noviny na mikrofilmu z Knihovny Kongresu a zkoumal stovky dobových fotografií. Zpočátku se Herr nechtěl otevřít ke svým válečným zkušenostem a Kubrick tři roky strávil nad telefonáty Herrovi.
V roce 1985 Kubrick oslovil Hasforda, aby s ním a s Herrem spolupracoval na scénáři, často Hasfordovi třikrát až čtyřikrát týdně telefonoval. Kubrick už v té době měl připravený detailní příběh. Kubrick s Herrem se scházeli v Kubrickově domovu, kde příběh dělili do scén. Z toho pak Herr napsal první koncept. Filmař se obával, že název knihy by mohl mátnout diváky, jelikož evokoval myšlenku lidí, kteří pracují na zkrácený úvazek, a změnil titul na Full Metal Jacket (v češtině nesprávně pojmenováno „Olověná vesta“) poté, co objevil frázi při čtení dialogů se zbraněmi. Poté, co byl první návrh dokončen, Kubrick po telefonu sdělil další postup a Hasford s Herrem zaslali úpravy poštou. Kubrick si je přečetl a poupravil do finální podoby. Hasford ani Herr nevěděli, jak moc přispěli do scénáře, což vyvolalo rozepře v uvedení do závěrečných titulků. Hasford na to vzpomíná: „Byli jsme jako dělníci u výrobní linky v automobilce. Já pracoval na jedné straně, Michael na druhé a jenom Stanley věděl, že z toho bude auto.“ Herr řekl, že režisér nechtěl vytvořit film proti válce, ale že „chtěl ukázat, co je válka zač“. V jistý čas se chtěl Kubrick s Hasfordem seznámit důvěrněji, ale Herr namítal s odůvodněním, že autor knihy The Short-Timers je poněkud labilní, načež Kubrick uposlechl. Všichni se sešli u Kubricka doma v Anglii na obědě. Příliš se jim nedařilo, Hasford byl dokonce na krátkou dobu z produkce vyloučen.

### Adaptace knihy
Student filmu Greg Jenkins napsal detailní analýzu přenosu knihy na filmové plátno. Originální příběh má tři části, přičemž film téměř celou třetí část vypouští a dává více prostoru první části věnující se základnímu výcviku na ostrově Parris Island, která je v knize o mnoho kratší. To činí strukturu filmu duální, se dvěma zcela odlišnými částmi, které spojují stejné postavy, Jenkins věří, že jedna se shoduje s Kubrickovými prohlášeními o rozšíření běžných konvencí vypravování ze 60. let.
Seržant Hartman (v knize nazývaný Gerheim) se ve filmu vyskytuje častěji. Film se věnuje neschopnosti vojína Pyla jako zjevu, který vrhá negativní stín na zbytek oddílu. Ve filmu je na rozdíl od knihy jediným nováčkem, kterému se nedaří v testech. Film vypouští Hartmanův názor, že vojín Pyle se zdá být psychicky labilní. Místo toho mu ve filmu Hartman gratuluje, že se dokonale zocelil. Jenkins si myslí, že jakýkoliv citový vztah Hartmana k nováčkům by mohlo narušit rovnováhu filmu, což záleží na pohledu obyčejných vojáků pod kontrolou Hartmana jako na přírodní živel představující kult zabijáka.
Různé kapitoly knihy byly z filmu vystřiženy a sloučeny s ostatními. Scéna, kde Kovboj představuje svůj oddíl „čuňáků“, byla hodně zkrácena a doplněna jinými částmi knihy. I když závěrečná třetí část knihy byla téměř celá vypuštěna, její zbytky byly vloženy do jiných částí filmu. Dechberoucí scéna se sniperem je sloučení dvou kapitol z knihy, jedna z druhé části a jedna z části třetí. Jenkins vnímá tuto interpretaci obou kapitol dramatickou, ale zároveň méně děsivou, než její protějšek v knize.
Film má více vážnější tón, než kniha, která obsahuje častěji bezohledný humor. Vtipálek je ve filmu vyobrazen jako lidsky smýšlející bytost, což je znát ve scéně se sniperem i jinde v jeho morálním dilematu. Jeho dilema je spíše otázkou trpělivosti, než aby zápasil s ostatními mariňáky. Právě proto film vypouští jeho celkem dominantní spor s Bestií.
Film se také příliš nevěnuje smrti Raftermana. Jenkins si myslí, že to umožňuje divákům přemýšlet o jeho dosavadním vývoji a uvažovat o jeho vývoji příštím. Jenkins se rovněž domnívá, že by to nepasovalo do příběhu filmu.

### Casting
Kubrick prostřednictvím společnosti Warner Bros. podal inzerát na nábor mladých talentovaných herců ve Spojených státech a v Kanadě. Režisér k výběru adeptů použil videokazety. Dostal celkem 3 000 kazet. Štáb zhlédnul všechny kazety a vyřadil nepoužitelné. Tím zbylo 800 kazet k hodnocení pro Kubricka.
Bývalý výcvikový instruktor námořní pěchoty Ronald Lee Ermey byl původně k filmu pozván jako technický poradce, nicméně se ptal Kubricka, jestli by nemohl dostat roli seržanta Hartmana. Kubrick, který viděl jeho výkon jako výcvikový instruktor seržant Loyce ve filmu The Boys in Company C, mu řekl, že není způsobilý k tomu, aby hrál takovou roli. Ermey jako odpověď zaslal nahrávku, kde ukazuje jeho schopnost vžít se do role, stejně tak na vojácích Královského námořnictva demonstruje, jak výcvikový instruktor dokáže podlomit vůli nováčka, improvizací a urážkami. Poté, co Kubrick zhlédl videokazetu s touto nahrávkou dal Ermeymu roli se slovy „Pro tuto roli jsi se narodil“. Rovněž zařadil 250-stránkový přepis Ermeyho hlášek do scénáře. Ermeyho zkušenosti z vietnamské války se ukázaly v tomto poli neobyčejné. Na Kubrickův souhlas si bývalý instruktor napsal 50 % vlastních dialogů, nejčastěji urážek.
Zatímco Ermey se učil jeho řeč v nácvikové místnosti, pomocný producent na něj házel tenisové míčky a pomeranče. Ermey jej měl chytit a hodit zpátky co nejrychleji to bylo možné a zároveň recitovat svojí řeč tak rychle, jak dokáže. Jakékoliv zaváhání, zakoktání nebo vynechání znamenalo začít znovu. Kubrick požadoval 20 bezchybných pokusů. „Byl můj výcvikový instruktor,“ říkal Ermey o pomocném producentovi.
Původně měl vojína Vtipálka hrát Antony Michael Hall, ale po 8 měsících dohadů to Kubrick s Hallem vzdal. Kubrick nabídnul roli i Bruce Willisovi, který ale účast odmítnul z důvodu účasti v televizním seriálu Měsíční svit.
Vincent D'Onofrio se o náboru do rolí dozvěděl od Matthewa Modina. S půjčenou kamerou oblečený do armádní uniformy natočil náborové video pro roli vojína Pyla. Kubrick, který roli Pyla hodnotil jako nejtěžší z celého filmu, D'Onofria obratem informoval, že role je jeho.

### Samotné filmování
Kubrick film natáčel v Anglii. Místa natáčení zahrnují Cambridgeshire, národní park Norfolk Broads, bývalé Millennium Mills, becktonskou plynárnu a základnu bývalé RAF, později britské armády. Bassingbournské kasárny ve filmu zpodobňovaly výcvikový tábor mariňáků na ostrově Parris Island v Jižní Karolíně. Střelnice britské armády nedaleko Bartonu, mimo Cambridge, byla použitá ve scéně, kde Hartman Pylovi gratuloval k jeho střeleckému výkonu. Opuštěná becktonská plynárna několik kilometrů od centra Londýna si zahrála zničené město Hue. Kubrick místo pečlivě vybíral podle fotografií z Hue pořízených v roce 1968, přičemž našel oblast ve vlastnictví britských energetických závodů, která byla určená k demolici a Hue připomínala. K dokonání vzhledu filmaři vyhodili budovy do povětří a vedoucí výpravy s demoliční koulí vyboural díry v konkrétních budovách v průběhu dvou měsíců Kubrick měl původně plastovou repliku džungle dovezenou z Kalifornie, jenže poté, co se na ni podíval, řekl: „Není to ono, pryč s tím.“ Otevřená země je v cliffských mokřadech, rovněž na Temži, s 200 dovezenými španělskými palmami a 100 000 plastovými tropickými rostlinami z Hongkongu.
Kubrick objednal čtyři tanky M41 od belgického armádního plukovníka (fanouška) a helikoptéry Westland Wessex natřené mariňáckou zelení představující helikoptéry námořní pěchoty Sikorsky H-34. I když je Wessex licenčně odvozený od helikoptéry Sikorsky H-34, Wessex má místo pístových motorů naftové turbíny. To prodloužilo a zešpicatilo nos. Kubrick navíc dostal škálu pušek, granátomety M79 a kulomety M60 od legálního prodejce zbraní.
Modine natáčení popsal jako těžké. Filmovací lokalita představující Vietnam, becktonská plynárna, byla toxickou a environmentální noční můrou pro celý štáb. Azbest a stovky chemikálií otrávily půdu a vzduch. Modine natáčení v plynárně zdokumentoval ve své knize Deník Olověné vesty. Během scén ze základního výcviku měl Modine s ostatními rekruty vydržet tvrdost mariňáckého výcviku, včetně Ermyho křičící na ně deset hodin denně během natáčení scén z ostrova Parris Island. Kvůli zajištění autentičnosti reakcí herců nesměli nacvičovat společně s Ermeym. Navíc kvůli kontinuitě filmu si museli nechat každý týden oholit hlavy.
V průběhu natáčení měl Ermey autonehodu, zlomil si všechna žebra na jedné straně a na čtyři a půl měsíce nebyl schopen hrát. Scéna s Kovbojovou smrtí ukazuje v pozadí budovu, která připomíná slavný monolit z Kubrickova filmu 2001: Vesmírná odysea. Kubrick tuto podobnost označil jako mimořádnou náhodu.
Během filmování Hasford uvažoval o právním kroku při psaní zásluh do závěrečných titulků. Původně filmaři chtěli Hasforda uvést jako dalšího účastníka, ale Hasford trval na plném uvedení zásluh.
Kubrickova dcera Vivian, která se ve filmu v zásluhách neuvedena objeví jako novinářská kameramanka u masového hrobu, v zákulisí natočila 18 hodin dlouhý materiál o průběhu filmování pro potenciální film o filmu, podobný tomu, který vytvořila pro Kubrickův film Osvícení, nicméně v tomto případě se její plán neuskutečnil. Části její práce mohou být k vidění v dokumentu z roku 2008 Komnata Stanleyho Kubricka.

## Témata
V porovnání s ostatní Kubrickovou tvorbou témata Olověné vesty si získala trochu pozornosti ze strany kritiků a recenzentů. Esej Michaela Pursella Olověná vesta: Rozpad patriarchy z roku 1988 byla brzkou, detailní úvahou o dvoudílné struktuře filmu a kritikou mužné povahy, prohlašující, že film ukazuje válku a erotiku jako rovnocenné záležitosti. Mnoho recenzí se zaměřilo na armádní vymývání mozku v první části filmu, se základním výcvikem, zatímco druhá část recenzentům připadala více zmatená a separovaná od kontextu. Rita Kempley z deníku The Washington Post napsala: „Je to jako by si půjčili kousíček z každého válčeného filmu, aby utvořili tento rozmanitý závěr.“ Roger Ebert zas vysvětloval: „Film nepůsobí jako celek, rozpadá se na několik samostatných kousků, žádný z nich mne nijak nenadchnul.“ Julian Rice v jeho knize Kubrickova touha popisuje druhou část filmu jako pokračování psychické zkoušky Vtipálka ve snaze přežít lidské utrpení.
Tony Lucia z redakce Reading Eagle se v jeho filmové recenzi z 5. července 1987 zaměřil na témata z Kubrickovy kariéry, přičemž poznamenal: „Ten sjednocující prvek může být obyčejný člověk, který se díky zážitkům stal příliš velkolepým, aby se dal ovládnout,“ přičemž citoval „armádní způsob myšlení“ z tohoto filmu. Také napsal, že motiv brzy zobrazil „člověka pokoušející se zdolat vlastní omezení“ a speciálně, že „Olověná vesta je poslední kapitolou ve filmech, které nejen, že komentují dobu dnešní i minulou, ale také jsou něčím víc.“
V provokativní eseji o Olověné vestě britský kritik Gilbert Adair napsal: „Kubrickův přístup k jazykovému projevu byl vždy chabý a od přírody nekompromisně neměnný. Zdá se, že jej prezentuje jako výhradně environmentální produkt, jen velice nepatrně ovlivněný představou subjektivity a interiority, ve vším rozmaru změn osobního projevu.“ Michael Herr do své knihy o své práci na scénáři napsal: „Celé je to jednostranně zaměřeno, starý a stále aktuální problém, jak do filmu nebo knihy začlenit jiskru, aby to působilo živě, představuje něco, co Jung nazývá Stínem, nejběžnější vzor a nejlehčí k zisku zkušeností… Válka je pro Stín nejlepší místo k činnosti, kde Vás její ostatní činnosti vedou. Jak bylo ve Vietnamu výstižně vyřknuto: Jistě, třebaže projdu Údolím Stínů mrtvých, nebudu mít strach ze zla, neboť sám budu konat zlo.“

## Hudba
V souvislosti s její dokumentární prací Vivian Kubricková pod pseudonymem „Abigail Mead“ složila hudbu pro film. Podle interview, který poskytla v roce 1988 pro magazín Keyboard byla hudba pro film vytvořená převážně syntezátory Fairlight CMI a Synclavier. Dobovou hudbu Kubrick vybíral ze seznamů Billboard charts – Vybíral ze sta největších hitů pro každý rok v rozsahu 1962–1968 a vyzkoušel mnoho skladeb, ovšem „někdy nesedí rytmus hudby na pozadí s dialogy“. Zde je seznam dobových skladeb:
- Johnnie Wright – Hello Vietnam (1965)
- The Dixie Cups – Chapel of Love (1964)
- Sam the Sham & The Pharaos – Wooly Bully (1965)
- Chris Kenner – I Like It Like That (1965)
- Nancy Sinatra – These Boots Are Made for Walkin' (1966)
- The Trashmen – Surfin' Bird (1963)
- Goldman Band – Hymna mariňáků (1918)
- The Rolling Stones – Paint It Black (1966)

Singl Full Metal Jacket (I Wanna Be Your Drill Instructor) od dvojice Abigail Mead a Nigel Goulding vyšel k propagaci filmu. Obsahuje Ermeyho hlášky z filmu. Singl ve Velké Británii dosáhl druhého místa v oblíbenosti.

## Vydání

### Tržby
Olověná vesta byla 26. června 1987 uvedena do 215 kin. Ten víkend film vydělal celkem 2 217 307 dolarů, v přepočtu 10 313 dolarů na kino, čímž se film zařadil na desáté místo první desítky nejlepších filmů 26.–28. června. Později promítání vydělalo dalších 2 002 890 dolarů, celkem tedy 5 655 225 dolarů před rozšířením filmu do celé země 10. července 1987 do 881 kin (zvýšení počtu kin o 666). V průběhu 10.–12. července film vydělal navíc 6 079 963 dolarů, v přepočtu 6 901 dolarů na kino, film se tím posunul na druhé místo v oblíbenosti. Během následujících čtyř týdnů film uvedlo dalších 194 kin, celkem se film rozšířil do 1 075 kin. Celkem film nasbíral 46 357 676 dolarů, čímž se film umístil na 23. příčku oblíbenosti v roce 1987.

### Domácí vydání
23. října 2007 byl film vydán na nosičích Blu-ray ve Spojených státech i jinde. 9. dubna 2012 Warner Home Video oznámil, že 7. srpna 2012 vydá speciální Blu-ray DVD k 25. výročí premiéry filmu.

### Kritika

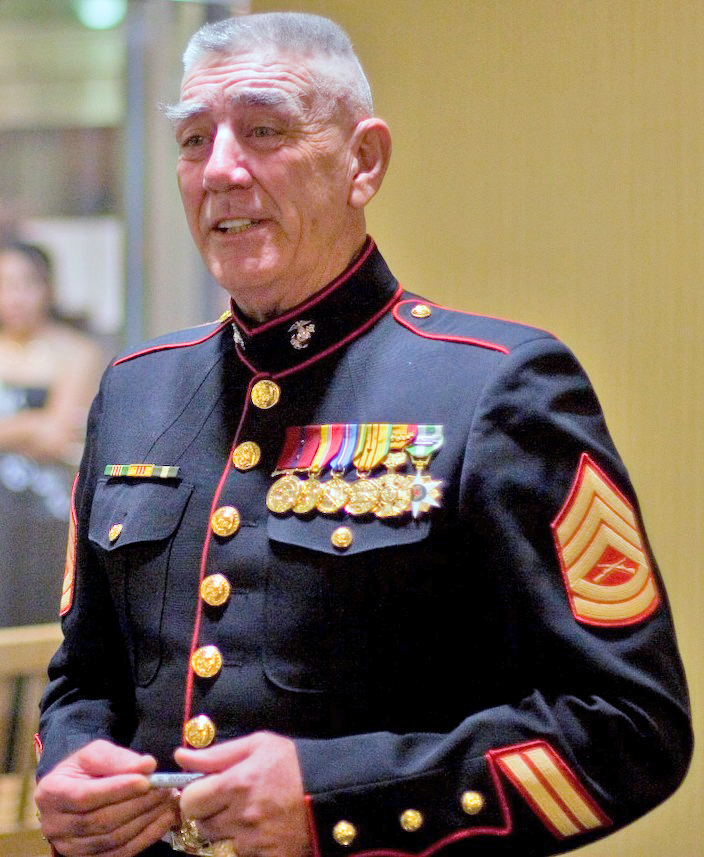
Ronald Lee Ermey (na fotce) byl kritiky za svůj výkon jako seržant Hartman oceněn.

Olověná vesta byla již od uveřejnění hodnocena kritiky. Recenzentní webové stránky Rotten Tomatoes retrospektivně sesbíraly recenze k filmu, čím stanovily hodnocení 94 % na základě recenzích od 70 kritiků, průměrné ohodnocení je 8,4 z 10. Jiný recenzent, Metacritic, film ohodnotila 78 body ze 100, čímž film řadí mezi „celkově populární“ na základě 18 recenzí. Recenzenti většinou film hodnotili pozitivně k hercům, zvláště u Ermeyho, špatně si nevede ani první část filmu se základním výcvikem, ovšem řada recenzí se stavila negativně k druhé části filmu odehrávající se ve Vietnamu a závěr filmu popisují jako „pomatenou“ morální připomínku. Film se zařadil na 95. místě mezi 100 nejnapínavějšími filmy soutěže oslavující 100 let americké kinematografie.
Richard Corliss z redakce Time ocenil technickou kvalitu filmu, „živý a zoufalý důvtip dialogů“, „odvahu k volbě chaotických šarvátek k vytyčení nesmyslnosti války“ a „úžasné výkony téměř všech herců“. Richard věřil, že Ermey a D'Onofrio by měli být nominováni na Oscara. Corliss rovněž ocenil „nadpřirozenou vytříbenost a preciznost Kubrickovy filmové tvorby“. Ian Nathan z redakce Empire film ohodnotil třemi hvězdičkami z pěti se slovy „je to rozporuplné“, přičemž film popsal jako „energický, ale stejně tak i nepříjemně strohý“. Nathan se domníval, že po úvodní scéně první část filmu se základním výcvikem působí bezúčelně, ovšem svou recenzi shrnul prohlášením filmu „silnou Kubrickovou snahou, která vás nažhaví opakovanými scénami“. Nathan také pochválil Ermeyho „úžasný výkon“. Vincent Canby z redakce The New York Times film popsal jako „depresivní, nádherný a příznačně excentrický“. Carby se ke chvále Ermeyho rovněž připojuje, označuje ho „senzačním překvapením ve filmu“. Říká o něm, že je „tak dobrý, tak posedlý, že to vypadá, že si napsal text sám“. Canby rovněž poznamenal, že D'Onofriův výkon by měl být hodnocený s obdivem, a označil Modina jako „jednoho z nejlepších mladých filmových herců jeho generace“. Canby došel k závěru, že Olověná vesta byla filmem „s nesmírnou a velice vzácnou fantazií“.
Jim Hall píšící pro Film4 v roce 2010 film ocenil plnými pěti hvězdičkami a přidal se ke chvále Ermeyho s odůvodněním, že „jeho výkon jako sprostý seržant Hartman je právem proslulý a těžko si představit film stejně dobře fungující i bez něho“. Recenze také více obdivuje úvodní část filmu se základním výcvikem, nežli tu ve Vietnamu, popisuje ji jako „o mnoho výraznější, než druhá, delší část“. Film4 film okomentoval, že končí znenadání, ale redakce to vidí tak, že „film demonstruje, jak čistá a precizní může být režisérova vize, pokud odolá neblahému sklonu k přílišné shovívavosti“. Redakce Film4 se shodla, že Olověná vesta je společně s Dr. Divnoláskou „nejlepším Kubrickovým filmem“. Jonathan Rosenbaum z redakce Chicago Reader film nazval „nejasným, plným nepatrných vnitřních veršů, a hluboce dojemným“, prohlásil, že to je „nejpřísněji zhotovený Kubrickův film od Dr. Divnolásky, stejně tak i nejodpornější“. Redakce Variety film nazvala „pronikavým, schematickým a skvěle provedeným“ dramatem „plným živosti, neskutečně hrubé vojenské mluvy, která významně přispívá k autentičnosti filmu“, ale domnívá se, že nikdy nevyvolává „mimořádně silné emoce“. Herecké výkony byly ohodnoceny jako „mimořádné“, Modine byl vyčleněn jako „ztělesnění toho, kdo se snaží přežít jak válku, tak jistou intuici“. Gilbert Adair v recenzi na Olověnou vestu napsal, že „Kubrickův postoj k jazykovému projevu byl vždy zjednodušující a přísně neměnný“. Dále napsal: „Zdá se, že Kubrick chce film předložit jako exkluzivní výsledek environmentální formy jen velice nepatrně ovlivněný představou subjektivity a interiority, se vším rozmarem negativ a změn osobního projevu.“
Ne všechny recenze byly pozitivní. Kritik Roger Ebert z redakce Chicago Sun-Times zaujal oponující postoj, film nazval „zvláštně bezduchým“ s ohodnocením dvěma a půl hvězdičky ze čtyř. Film hodnotil jako jeden z nejlepších válečných filmů, ovšem poznamenal, že dle jeho názoru nedosahuje takových kvalit, jako filmy Četa, Apokalypsa nebo Lovec jelenů. Ebert dále kritizoval druhou část filmu zasazenou do vlastního konfliktu ve Vietnamu, řekl: „Film se rozpadá na řadu samostatných kousků, které nejsou nijak zvlášť zajímavé.“ Rovněž došel k závěru, že poselství filmu bylo příliš krátké a příliš pozdě, kde to jistí ostatní filmy o válce ve Vietnamu. Ebert nicméně pochválil Ermeyho a D'Onofriův výkon se slovy: „Tyto herecké výkony jsou nejlepší z celého filmu, ostatní vůbec nedosahují jejich kvalit po jejich odchodu ze scény.“ Tato konkrétní recenze pobouřila Gene Siskela z televizního pořadu At the Movies, kritizoval Eberta za film Hledá se Benji (vydaného ve stejném týdnu), který si oblíbil více, než Olověnou vestu. Jejich názorové rozdíly byly parodovány v televizním pořadu The Critic, kde si Siskel dobírá Eberta za jeho náklonnost k filmu Hledá se Benji. Time Out London se k filmu rovněž staví kriticky se slovy: „Kubrickova režie je chladná jako ocel a manipulativní jako régime it depicts“. Redakce magazínu také věří, že postavy byly nedomyšlené, k čemuž dodávají: „Nikdy jsme si nemysleli, nechť se každý rozhodne sám, zda se bude zajímat o nešťastné nováčky.“
Britská televizní stanice Channel 4 film zařadila na 5. místo v jejich seznamu nejlepších válečných filmů, které kdy byly natočeny. V roce 2008 filmový magazín Empire umístil Olověnou vestu na 457. příčku v jejich seznamu 500 nejlepších filmů všech dob.

### Ocenění
Olověná vesta byla nominovaná na jedenáct cen po celém světě mezi léty 1987–1989 včetně Ceny akademie za nejlepší scénář, dvě Filmové ceny Britské akademie za nejlepší zvuk a nejlepší speciální efekty a Zlatého glóbu za nejlepší mužský herecký výkon ve vedlejší roli pro Ermeyho. Film nakonec vyhrál pět cen, tři z nich od organizací mimo Spojených států: Itálie, Japonsko a Spojené království. Film vyhrál v kategorii Nejlepší zahraniční film Japonské akademie, Nejlepší producent ceny David di Donatello, Režisér roku ceny London Film Critics' Circle a Nejlepší režisér pro Kubricka a Nejlepší vedlejší role pro Ermeyho ceny Boston Society of Film Critics. Čtyři z pěti cen získal Kubrick.
| Rok  | Cena                           | Kategorie                                      | Oceněný                                        | Výsledek  | Ref.          |
| ---- | ------------------------------ | ---------------------------------------------- | ---------------------------------------------- | --------- | ------------- |
| 1987 | Ceny BAFTA                     | Nejlepší zvuk                                  | Nigel Galt, Edward Tise a Andy Nelson          | nominace  | [ 53 ]        |
| 1987 | Ceny BAFTA                     | Nejlepší speciální efekty                      | John Evans                                     | nominace  | [ 53 ]        |
| 1988 | 60. ceny Akademie              | Nejlepší scénář                                | Stanley Kubrick, Michael Herr a Gustav Hasford | nominace  | [ 51 ] [ 52 ] |
| 1988 | Boston Society of Film Critics | Nejlepší režisér                               | Stanley Kubrick                                | vítězství | [ 56 ]        |
| 1988 | Boston Society of Film Critics | Nejlepší vedlejší role                         | Ronald Lee Ermey                               | vítězství | [ 56 ]        |
| 1988 | David di Donatello             | Nejlepší producent – Zahraniční film           | Stanley Kubrick                                | vítězství | [ 55 ]        |
| 1988 | Zlatý glóbus                   | Nejlepší mužský herecký výkon ve vedlejší roli | Ronald Lee Ermey                               | nominace  | [ 54 ]        |
| 1988 | London Film Critics' Circle    | Režisér roku                                   | Stanley Kubrick                                | vítězství |               |
| 1988 | Writers Guild of America Award | Nejlepší scénář                                | Stanley Kubrick, Michael Herr a Gustav Hasford | nominace  |               |
| 1989 | Kinema Junpo                   | Nejlepší zahraniční režisér                    | Stanley Kubrick                                | vítězství |               |
| 1989 | Japonské akademie              | Nejlepší zahraniční film                       | Stanley Kubrick                                | nominace  |               |